# 有冨寛一郎
有冨 寛一郎（ありとみ かんいちろう、1947年10月12日 - ）は大阪府出身の総務官僚。総務審議官を最後に退官後、マルチメディア振興センター理事長、KDDI代表取締役副会長、全国地域情報化推進協会理事長等を歴任した。いわゆる「電波開放戦略」を進め、日本のICT(情報通信技術)の国際競争力向上を図った。

## 略歴
- 1966年 大阪府立清水谷高等学校卒業
- 1972年 東京大学法学部卒業、郵政省入省（人事局要員訓練課）
- 1973年 人事局管理課
- 1975年 郵務局国際業務課
- 1976年 貯金局経営企画室
- 1977年 下松郵便局長
- 1978年 東北郵政局人事部管理課長
- 1980年 大臣官房文書課長補佐
- 1981年 外務省在米国大使館一等書記官
- 1984年 大臣官房文書課長補佐
- 1986年 郵政大臣秘書官、東海郵政局人事部長
- 1987年 電気通信局総務課調査官[1]
- 1988年 電気通信局電気通信事業部データ通信課長
- 1993年 通信政策局政策課長
- 1995年 大臣官房主計課長
- 1996年 大臣官房総務課長
- 1998年 東海郵政局長
- 1999年 電気通信局電気通信事業部長
- 2001年 総務省関東総合通信局長
- 2002年 郵政事業庁次長
- 2003年 総合通信基盤局長
- 2005年 総務審議官（国際担当）
- 2006年 総務審議官（郵政・通信担当）
- 2007年7月 退官、財団法人マルチメディア振興センター理事長
- 2009年8月 KDDI特別顧問
- 2010年6月 同社代表取締役副会長
- 2013年6月 退任
- 2013年7月 一般財団法人全国地域情報化推進協会理事長
- 2014年2月 株式会社カナミックネットワーク取締役
- 2018年4月 瑞宝重光章を受章